# Provincia Oriental (Sri Lanka)

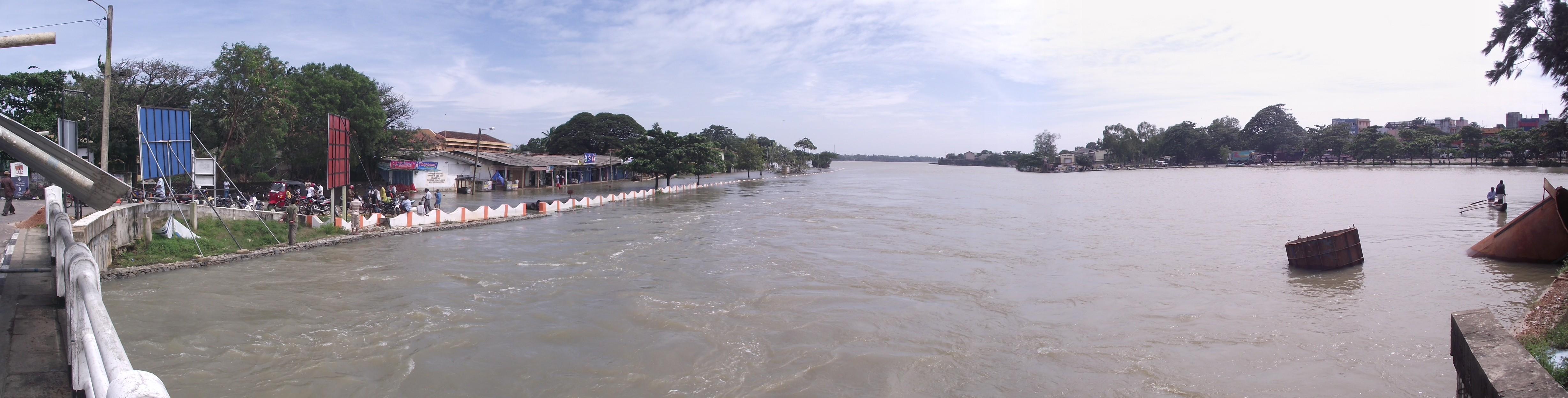
Inundaciones en Batticaloa Lagoon

La Provincia Oriental  (Tamil: கிழக்கு மாகாணம்; Cingalés: නැගෙනහිර පළාත) es una de las 9 provincias de Sri Lanka. Su ciudad capital es Trincomalee, la provincia tiene 1.419.602 habitantes (2001). La segunda ciudad más importante es Batticaloa.

## Población
Poseedora de 1.419.602 pobladores es una de las provincias menos habitadas de la isla. Desde el punto de vista étnico se compone principalmente de Cingaleses (21,6%), Árabes y Tamiles (40,4%), estos últimos situados en el centro de la Provincia Oriental. También viven en la provincia, Malayos y aborígenes Veddah

## Historia
La provincia Oriental fue anexada, temporalmente, en el año 1987, a la Provincia del Norte. Luego de veinte años se crearon nuevamente la provincia del Norte y la provincia Oriental. Esta provincia fue devastada a casa del tsunami ocurrido en diciembre del año 2004.

## Distritos
La provincia Oriental se subdivide en tres distritos a saber:
- Batticaloa
- Ampara
- Trincomalee